# 幸站

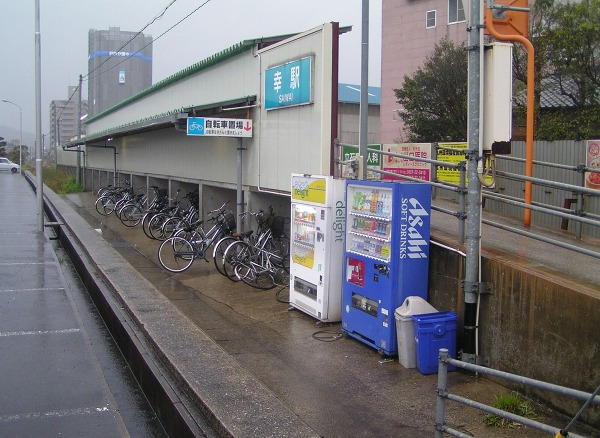
車站外觀（2007年3月）

幸站（日语：／ Saiwai eki */?）是位於長崎縣諫早市幸町，屬於島原鐵道的島原鐵道線車站。

## 歷史
在2000年（平成12年）新設的車站，為島原鐵道最新車站。
- 2000年（平成12年）3月11日 - 車站啟用[1]。

## 車站構造
本站是地面車站，設有1面1線的單式月台。月台位於路軌南邊，靠近小野本町一方設有斜道。而本站靠近小野本町一方設有第17-2號平交道，因此可經平交道前往北邊。此站是沒有設置站房的無人車站，月台設有上蓋，月台下則設有單車停泊處。

## 車站周邊
本站位於諫早市區東邊。
- 九州環境福祉醫療專門學校（日语：九州環境福祉医療専門学校）
- 諫早市立諫早中學
- 諫早市立小栗小學
- 長崎縣立諫早農業高等學校（日语：長崎県立諫早農業高等学校）
- 日本火腿諫早工廠
- 諫早幸町簡易郵局
- 國道57號（日语：国道57号）
- 7-11諫早幸町店
- 羅森諫早幸町店
- CoCo壹番屋諫早幸町店
- 餃子的王將諫早店
- 大發諫早店
- Netz豐田（日语：ネッツ店）長崎諫早幸町店
- Lara Corp幸町店
- Segami 諫早幸町店
- 飯屋Jb

## 使用狀況
在2012年度的一年總乘車人次為68,765人，下車人次為76,454人。
以下為近年一年總乘車人次和下車人次變化。
| 年度               | 一年總 乘車人次 | 一年總 下車人次 |
| ------------------ | --------------- | --------------- |
| 2000年（平成12年） | 20,062          | 22,526          |
| 2001年（平成13年） | 27,829          | 31,910          |
| 2002年（平成14年） | 36,940          | 45,051          |
| 2003年（平成15年） | 48,152          | 57,265          |
| 2004年（平成16年） | 48,047          | 56,046          |
| 2005年（平成17年） | 49,263          | 60,073          |
| 2006年（平成18年） | 57,160          | 67,883          |
| 2007年（平成19年） | 68,035          | 78,192          |
| 2008年（平成20年） | 67,700          | 74,411          |
| 2009年（平成21年） | 53,488          | 60,117          |
| 2010年（平成22年） | 56,802          | 63,922          |
| 2011年（平成23年） | 61,927          | 70,009          |
| 2012年（平成24年） | 68,765          | 76,454          |

## 相鄰車站
島原鐵道
■島原鐵道線
急行
通過
普通
本諫早－幸－小野

## 注腳
1. ↑  . 島原鉄道.   [2015-06-22]. （原始内容存档于2017-08-05） （日语）.
2. ↑  第61版（平成26年）長崎統計年鑑 （页面存档备份，存于）（日語） - 長崎縣
3. ↑  長崎縣統計年鑑  （页面存档备份，存于）（日語），2020年9月5日參閲

## 外部連結
- 幸站 - 島原鐵道 （页面存档备份，存于）（日語）